# Тменов, Виталий Харитонович
Вита́лий Харито́нович Тме́нов (осет. Тменаты Виталий Харитоны фырт; 1944, Баку — декабрь 2005) — советский и российский историк, археолог, исследователь средневековой культуры осетин. Доктор исторических наук (тема диссертации: «Традиционное каменное зодчество средневековой Осетии»), профессор, заслуженный деятель науки РСО-А (1996) и РФ (2003).
После школы поступил на исторический факультет СОГПИ им. К. Л. Хетагурова. Уже в студенческие годы стал заниматься археологией, участвовал в экспедициях Е. Г. Пчелиной. После вуза поступил в аспирантуру СОНИИ, диссертацию готовил под руководством В. А. Кузнецова, в 1973 году защитил кандидатскую диссертацию на тему «Позднесредневековые склеповые сооружения Тагаурии».
Занимался исследованиями архитектурных памятников горной Осетии. Внёс большой вклад в изучение склепового комплекса «Город мёртвых» в Даргавсской котловине. С 1984 года возглавлял отдел археологии и этнографии Северо-Осетинского научно-исследовательского института.
Виталий Тменов уделял внимание популяризации науки, вёл на республиканском телевидении цикл передач «Осетинские этюды» (аллюзия на одноимённое произведение В. Ф. Миллера, одного из пионеров осетиноведения). С его участием вышло несколько сюжетов ВГТРК «Россия» и ГТРК «Мир».
На досуге занимался поэзией, в 2014 году вышел сборник его стихов.

## Книги
- Тменов В. Х. «Город мёртвых». (Позднесредневековые склеповые сооружения Тагаурии). — Орджоникидзе: Ир, 1979. — 151 с.
- Тменов В. Х. Средневековые историко-архитектурные памятники Северной Осетии. — Орджоникидзе: Ир, 1984. — 344 с.
- Тменов В. Х. Зодчество средневековой Осетии. — Владикавказ: СОИГСИ, 1996. — 440 с.